# Ève Gran-Aymerich
Ève Gran-Aymerich, née le 22 juillet 1947 à Paris, est une historienne et archéologue française.

## Biographie
Elle fait des études de philologie classique à la Sorbonne. Sa thèse de doctorat en 1998 est consacrée à l'histoire de l'archéologie française de 1798 jusqu'en 1945 en Méditerranée et au Moyen-Orient avant le contexte international et paraît sous le titre Naissance de l’archéologie moderne. 1798–1945.
Chercheur au CNRS et auprès de l'Académie des inscriptions et belles-lettres, son ouvrage Les Chercheurs de passé. 1798–1945. Aux sources de l’archéologie, publié en 2008 est devenu un ouvrage de référence dans le domaine de l'archéologie.
Elle est l'épouse de Jean Gran-Aymerich.

## Publications
- Jane Dieulafoy. Une vie d’homme, Librairie académique Perrin, Paris, 1991
- Naissance de l’archéologie moderne. 1798–1945, CNRS Éditions, Paris, 1998[1]
- Dictionnaire biographique d’archéologie (1798–1945), préface de Jean Leclant, avant-propos de André Laronde, CNRS Éditions, Paris, 2001
- Les Chercheurs de passé. 1798–1945. Aux sources de l’archéologie, CNRS Éditions, Paris, 2007
- L’Antiquité partagée. Correspondances franco-allemandes (1823–1861), avec Jürgen von Ungern-Sternberg, Mémoires de l’Académie des inscriptions et belles-lettres no 47, Paris 2012.

## Distinctions
Elle a reçu en 1991 la médaille de bronze au prix François-Millepierres de l'Académie française et en 1992 le prix de la Société d’entraide de la Légion d’honneur pour son ouvrage Jane Dieulafoy. Une vie d’homme.